# Tijuana Dragons
I Tijuana Dragons sono stati una franchigia di pallacanestro della ABA 2000, con sede a Tijuana, in Messico.
Debuttarono nella stagione 2003-04, come Tijauna Diablos chiudendo la regular season con un record di 12-18, e uscendo al primo turno dei play-off. Dalla stagione successiva cambiarono la denominazione in Dragons.
Sono scomparsi dopo la stagione 2006-07.

## Stagioni
| Stagione | Lega     | Denominazione   | V  | P  | %    | Piazzamento | Play-off          |
| -------- | -------- | --------------- | -- | -- | ---- | ----------- | ----------------- |
| 2003-04  | ABA 2000 | Tijuana Diablos | 12 | 18 | 40,0 | 5º          | Primo turno       |
| 2004-05  | ABA 2000 | Tijuana Dragons | 10 | 16 | 38,5 | 8º          | Quarti di finale  |
| 2005-06  | ABA 2000 | Tijuana Dragons | 9  | 20 | 31,0 | 5º          | I playoff mancati |
| 2006-07  | ABA 2000 | Tijuana Dragons | 5  | 14 | 26,3 | 6º          | I playoff mancati |